# Tico-tico-de-barrete-ruivo
Tico-tico-de-barrete-ruivo  (Atlapetes pileatus) é uma espécie de ave da família Emberizidae.
É endémica do México.
Os seus habitats naturais são: regiões subtropicais ou tropicais húmidas de alta altitude e matagal tropical ou subtropical de alta altitude.